# 沃爾夫湖
47°42′44″N 11°56′43″E / 47.712127461659°N 11.945245655933°E

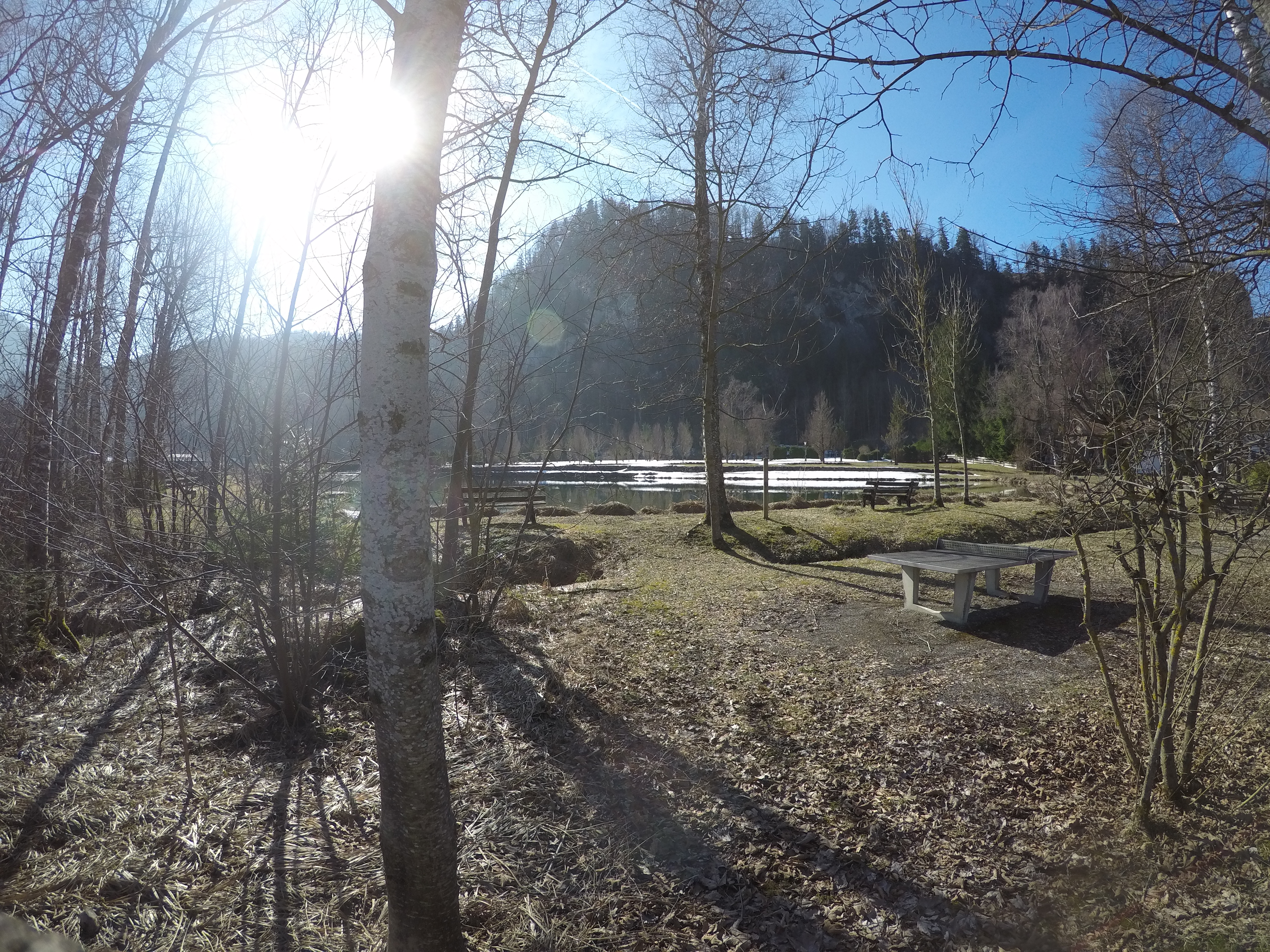

沃爾夫湖（德語：Wolfsee），是德國的湖泊，位於該國東南部，由巴伐利亞州負責管轄，處於菲施巴豪，長0.1公里、寬0.1公里，面積0.006平方公里，海拔高度775米，湖岸線長度0.3公里。